# Jakub Strzemię

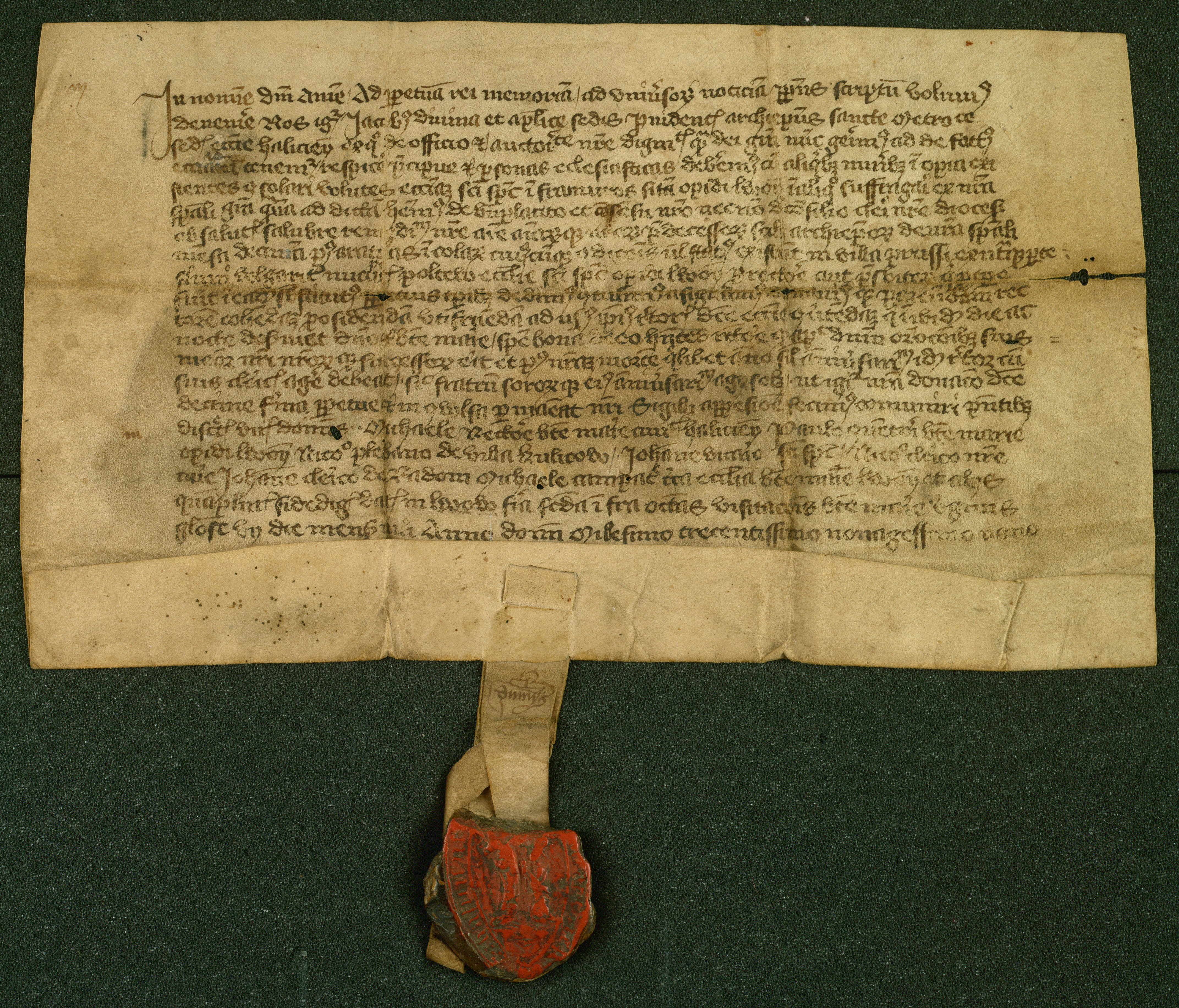
Jakub arcybiskup halicki nadaje dziesięcinę ze wsi Prusy kościołowi Świętego Ducha w mieście Lwowie, dokument z 7 lipca 1399 roku

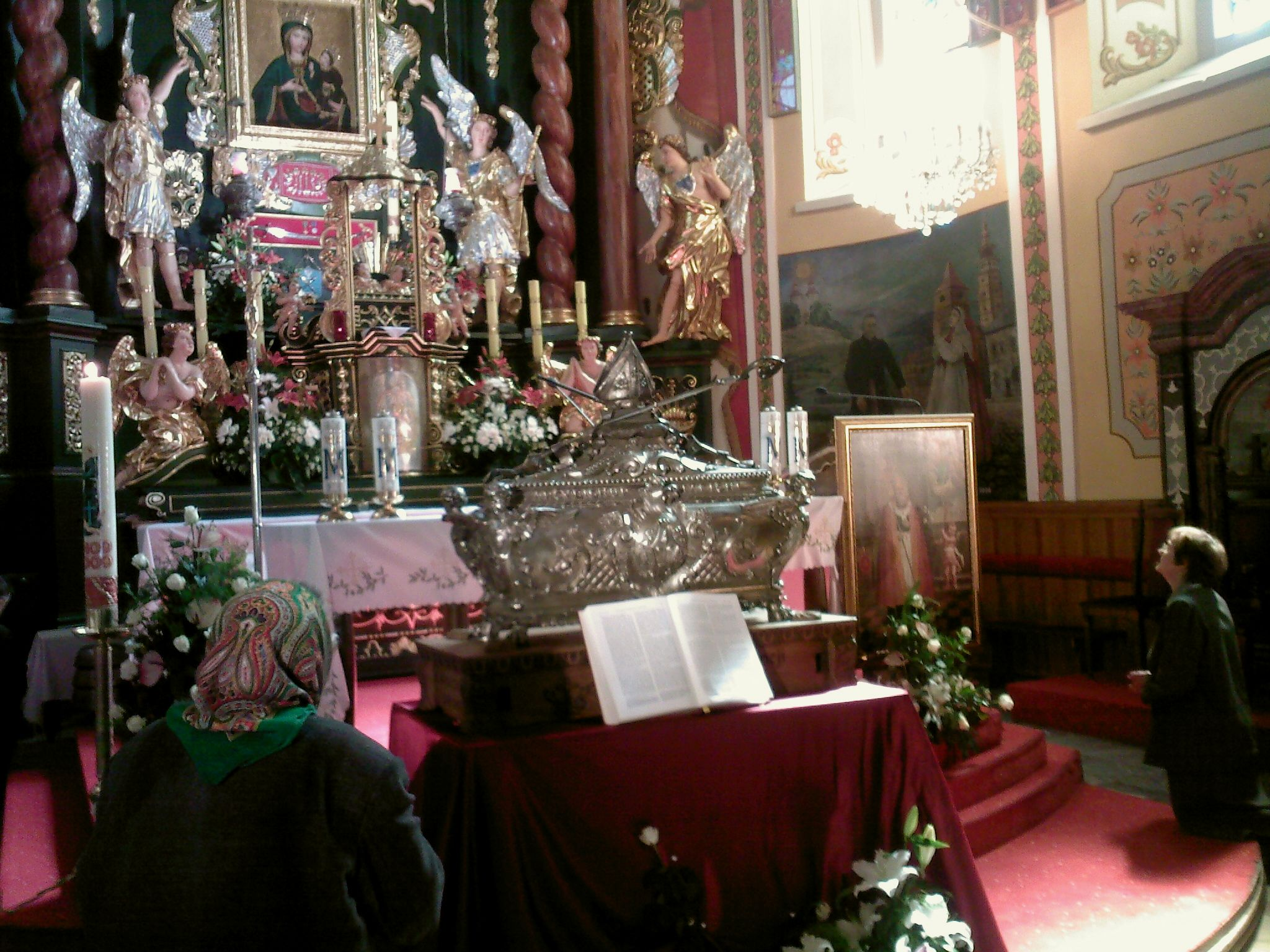
Srebrna trumna ze szczątkami bł. Jakuba Strzemię wystawiona na widok publiczny w Sanktuarium Maryjnym w Rychwałdzie podczas jej peregrynacji.

Jakub Strzemię (właśc. Jakub Strepa herbu Strzemię; ur. ok. 1340, zm. 20 października 1409) – arcybiskup halicki od 1391 roku, franciszkanin, błogosławiony Kościoła katolickiego.

## Życiorys
Jakub Strepa urodził się na terenie diecezji krakowskiej. W młodości wstąpił do zakonu franciszkanów, pragnąc być misjonarzem na przyłączonej ponownie do Polski przez króla Kazimierza Wielkiego Rusi Czerwonej. W 1375 roku został wybrany przełożonym Stowarzyszenia Braci Pielgrzymujących dla Chrystusa, które skupiało dominikanów i franciszkanów, prowadzących misję ewangelizacyjne na Rusi i w Mołdawii. W latach 1385–1388 był gwardianem franciszkańskiego klasztoru Świętego Krzyża we Lwowie. Kiedy doszło do konfliktu między arcybiskupem Halicza Bernardem a magistratem Lwowa, Jakub jako pośrednik starał się załagodzić powstały spór.
W czerwcu 1391 roku został arcybiskupem halickim. Był bliskim współpracownikiem Jadwigi Andegaweńskiej i Władysława Jagiełły w akcji chrystianizacyjnej na Litwie. Prawdopodobnie ukończył studia na uniwersytecie w Rzymie, ale tytułu naukowego nie używał. Był propagatorem wewnętrznej reformy Kościoła. Nie zabiegał o majątki dla Kościoła, lecz bardzo pilnował poziomu pracy duszpasterskiej. Wizytując swą rozległą archidiecezję i chcąc mieć lepsze rozeznanie w sytuacji, zasięgał rady miejscowych proboszczów czy też przełożonych klasztorów. Pozostawał w kontakcie z biskupem przemyskim Maciejem oraz reformatorem Mateuszem z Krakowa.

## Kult
Patronat
W 1909 został patronem archidiecezji lwowskiej i Lwowa.
W Polsce jest patronem diecezji zamojsko-lubaczowskiej i konkatedry w Lubaczowie oraz – od 1910 roku – współpatronem (obok św. Antoniego z Padwy) krakowskiej prowincji franciszkanów (OFMConv).
Pomaga przy bólach głowy.
Dzień obchodów
Jego wspomnienie obchodzone jest w polskich diecezjach 21 października.
Ikonografia
W ikonografii bł. Jakub przedstawiany jest w stroju biskupa wraz z pieczęcią herbową i wizerunkiem Matki Bożej lub w czasie adoracji Najświętszego Sakramentu.
Relikwie
Relikwiarzyk Jakuba Strepy wykonał do 1910 Tadeusz Błotnicki. Wiosną 1901 relikwie przeniesiono z kościoła oo. franciszkanów we Lwowie do tamtejszej katedry łacińskiej. Po II wojnie światowej, do 1966 roku, relikwie bł. Jakuba znajdowały się w katedrze tarnowskiej, po czym przeniesiono je do Lubaczowa.
W 2019 r. arcybiskup lwowski Mieczysław Mokrzycki ustanowił sanktuarium bł. Jakuba Strzemię w kościele parafialnym w Haliczu.
Akceptacja kultu
W poczet błogosławionych zaliczył go papież Pius VI we wrześniu 1790 roku.